# The Prophet: The Best of the Works
A The Prophet: The Best of the Works az amerikai rapper 2Pac 2003-ban megjelent válogatásalbuma. A lemezt a Death Row Records adta ki, és az All Eyez on Me, The Don Killuminati: The 7 Day Theory és a Thug Life: Volume 1 albumokról kerültek fel rá dalok. 

## A dalok listája
|     | Cím                          | Közreműködő(k)   | Hossz |
| --- | ---------------------------- | ---------------- | ----- |
| 1.  | Only God Can Judge Me        | Rappin' 4-Tay    | 4:56  |
| 2.  | Just Like Daddy              | Outlawz          | 5:08  |
| 3.  | Me and My Girlfriend         |                  | 5:10  |
| 4.  | Against All Odds             |                  | 4:24  |
| 5.  | Tradin War Stories           | CPO & Storm      | 5:27  |
| 6.  | Skandalouz                   | Nate Dogg        | 4:09  |
| 7.  | 2 of Amerikaz Most Wanted    | Snoop Doggy Dogg | 4:06  |
| 8.  | To Live & Die in LA          | Outlawz          | 4:35  |
| 9.  | California Love              | Dr. Dre          | 6:25  |
| 10. | Pour Out a Little Liquor     |                  | 3:31  |
| 11. | Life of an Outlaw            | Outlawz          | 4:56  |
| 12. | All Eyez On Me               |                  | 5:09  |
| 13. | Wanted Dead Or Alive         | Snoop Doggy Dogg | 4:37  |
| 14. | Staring Through My Rear View | Outlawz          | 5:12  |

## Lista helyezések
Album
| Albumlista            | Legjobb helyezés |
| --------------------- | ---------------- |
| Ír albumlista         | 41               |
| Új-zélandi albumlista | 40               |